# Фрідріх Бюлау
Фрідріх Бюлау, пізніше Фрідріх фон Бюлау (Friedrich Bülau; нар. 8 жовтня 1805 у Фрайберзі — 26 жовтня 1859 у Лейпцигу) — німецький письменник, економіст, історик, професор Лейпцизького університету та цензор.

## Біографія
Фрідріх Бюлау вивчав право в Лейпцизькому університеті з 1823 по 1826 рік і на Великдень 1828 року сам почав читати там лекції з саксонського конституційного права, після чого в 1829 році він габілітувався на філософському факультеті. У 1833 р. став доцентом, а в 1836 р. — ординарним професором.
З 1837 по 1844 рік Бюлау відповідав за цензуру періодичної преси, з 1838 по 1849 рік редагував часопис «Нові щорічники історії та політики», заснований істориком Карлом Генріхом Людвігом Пеліцем (1772—1838). З Великодня 1843 року до червня 1848 року він редагував «Deutsche Allgemeine Zeitung», а з 1851 по 1854 — офіційну Лейпцизьку газету.
У 1840 році Бюлау був призначений професором політології . Під час березневої революції 1848 р. і в суперечках навколо запровадження трикласового виборчого права в прусській конституції 1850 р. він виступав на боці уряду.
У 1851—1855 роках, як представник Лейпцігського університету, був членом Першої палати саксонського державного парламенту.

## Праці
Серед багатьох його праць варто виділити такі:
- Encyklopädie der Staatswissenschaften (Leipzig 1832, 2. Ausgabe 1856)
- Handbuch der Staatswirtschaftslehre (Leipzig 1835)
- Geschichte des europäischen Staatensystems (Leipzig 1837–39, 3 Bände)
- Allgemeine Geschichte der Jahre 1830–38 (als Fortsetzung von Pölitz’ «Weltgeschichte», Leipzig 1838)
- die für das Heeren-Ukert’sche Geschichtswerk bearbeitete Geschichte Deutschlands von 1806 bis 1830 (Hamburg 1842)
- Geheime Geschichten und rätselhafte Menschen (Leipzig 1850—1860; 2. Auflage, Leipzig 1863—1864, 12 Bände)
- Seltsame Schicksale aus vier Jahrhunderten. Bernina, Wien-Leipzig 1937
- Carl von Rotteck: Illustrationen zur Allgemeinen Weltgeschichte. Mit erläuterndem Texte von Friedrich Bülau. Westermann, Braunschweig 1841—1843. Digitalisierte Ausgabe der Universitäts- und Landesbibliothek Düsseldorf

Він також опублікував декілька творів на актуальну тематику того часу таких як:
- Zeitfragen aus Politik und Volkswirtschaft. Leipzig 1846
- Wahlrecht und Wahlverfahren. Leipzig 1849

Переклав Історію Англії Томаса Бабінґтона Маколея (1800—1859) і менші праці цього автора.
Посмертно було опубліковано:
- Die lutherische Geistlichkeit Sachsens vom 16. bis ins 18. Jahrhundert (Leipzig 1874)